# Зимовий кубок Вищої ліги 2014
Зимовий кубок Вищої ліги 2014 — 2-й розіграш кубку. Команди були розділені на дві групи по 5 команди. Переможцем вперше став Сконто.

## Груповий етап

### Група А
| М  | Команда              | І | В | Н | П | МЗ | МП | РМ | О |
| -- | -------------------- | - | - | - | - | -- | -- | -- | - |
| 1. | Єлгава               | 4 | 3 | 0 | 1 | 13 | 4  | +9 | 9 |
| 2. | Даугава (Рига)       | 4 | 2 | 1 | 1 | 11 | 6  | +5 | 7 |
| 3. | Гулбене              | 4 | 1 | 2 | 1 | 8  | 8  | 0  | 5 |
| 4. | Даугава (Даугавпілс) | 4 | 1 | 1 | 2 | 4  | 12 | −8 | 4 |
| 5. | Юрмала*              | 4 | 1 | 0 | 3 | 8  | 14 | −6 | 3 |

Примітки.
1. Юрмала була дискваліфікована через повторне порушення регламенту турніру.
Результати
| Команда              | ДАД | ЄГЛ | ЮРМ | ГУЛ | ДАР |
| -------------------- | --- | --- | --- | --- | --- |
| Даугава (Даугавпілс) |     |     | 0:7 | 1:1 | 1:3 |
| Єлгава               | 1:2 |     | 7:0 |     |     |
| Юрмала               |     |     |     | 1:3 | 0:4 |
| Гулбене              |     | 1:3 |     |     |     |
| Даугава (Рига)       |     | 1:2 |     | 3:3 |     |

### Група В
| М  | Команда                | І | В | Н | П | МЗ | МП | РМ  | О  |
| -- | ---------------------- | - | - | - | - | -- | -- | --- | -- |
| 1. | Сконто                 | 4 | 4 | 0 | 0 | 10 | 2  | +8  | 12 |
| 2. | Вентспілс*             | 4 | 2 | 1 | 1 | 6  | 2  | +4  | 7  |
| 3. | Спартакс               | 4 | 2 | 1 | 1 | 5  | 4  | +1  | 7  |
| 4. | БФК Даугавпілс         | 4 | 1 | 0 | 3 | 6  | 6  | 0   | 3  |
| 5. | МЕТТА/Латвійський ун-т | 4 | 0 | 0 | 4 | 1  | 14 | −13 | 0  |

Примітки.
1. Незважаючи на заняте 2-е місце у групі, Вентспілс відмовився від подальшої участі через поїздку на передсезонні збори у Туреччину.
Результати
| Команда                | СПА | СКО | ДАУ | МЕТ | ВЕН |
| ---------------------- | --- | --- | --- | --- | --- |
| Спартакс               |     | 1:3 | 1:0 |     |     |
| Сконто                 |     |     | 2:1 |     | 1:0 |
| БФК Даугавпілс         |     |     |     | 5:1 | 0:2 |
| МЕТТА/Латвійський ун-т | 0:2 | 0:4 |     |     | 0:3 |
| Вентспілс              | 1:1 |     |     |     |     |

## Втішний етап

### Матч за 9 місце
Матч за 9-е місце був відмінений після дискваліфікації з турніру клубу Юрмала та відмови клубу Вентспілс від подальшої участі у турнірі через поїздку на передсезонні збори до Туреччини.
Таким чином 9-е місце було присвоєно Вентспілс, 10-е місце - Юрмалі.

### Матч за 7 місце
| Команда 1            | Рахунок | Команда 2              |
| -------------------- | ------- | ---------------------- |
| 23 лютого 2014       |         |                        |
| Даугава (Даугавпілс) | 7:0     | МЕТТА/Латвійський ун-т |

### Матч за 5 місце
| Команда 1      | Рахунок      | Команда 2      |
| -------------- | ------------ | -------------- |
| 23 лютого 2014 |              |                |
| Гулбене        | 1:1 пен. 4:5 | БФК Даугавпілс |

## Основний етап

### Матч за 3 місце
| Команда 1      | Рахунок | Команда 2 |
| -------------- | ------- | --------- |
| 24 лютого 2014 |         |           |
| Даугава (Рига) | 2:1     | Спартакс  |

### Фінал
| Команда 1      | Рахунок | Команда 2 |
| -------------- | ------- | --------- |
| 24 лютого 2014 |         |           |
| Єлгава         | 2:3     | Сконто    |